# Childhood
A Childhood Michael Jackson amerikai énekes önéletrajzi ihletésű dala. A dal szövege Jackson nehéz gyermekkoráról szól, apjához fűződő kapcsolatáról és a nyomásról, ami hírneve miatt már akkor ránehezedett. A nehéz gyermekkorról szóló dal a Free Willy 2: The Adventure Home betétdala lett, és számos válogatásalbumon is szerepelt, de a kritikusok vegyes fogadtatásban részesítették. A dal szerepel a HIStory: Past, Present and Future című albumon; a Scream című dallal egy kislemezen jelent meg.
A HIStory borítófüzetében egy rajzon Jackson látható gyermekként: a sarokban kuporog és ijedtnek tűnik, mikrofonja kábelje elszakadt. Mellette az egyik falon a Childhood szövege, a másikon Jackson aláírása látható.

## Háttere
Michaelnek nehéz gyermekkora volt. Apja, Joseph Jackson kemény kézzel nevelte fiait, hajtotta őket a hírnév felé, verte és gúnyolta őket. Ez kihatott az énekes későbbi életére is. Marlon Jackson idézte fel egyszer, hogy Joseph egyszer az egyik lábánál fogva felemelte Michaelt és ide-oda lóbálta, miközben ütötte. Joseph gyakran fellökte vagy a falhoz vágta fiait, és egy éjjel, amikor aludtak, ijesztő álarcban bemászott az ablakon. Erről Joseph később azt mondta, hogy meg akarta tanítani őket, hogy ne hagyják nyitva éjszaka az ablakot. Michaelt ezek után évekig rémálmok gyötörték arról, hogy el fogják rabolni a szobájából.
Jackson először 1993-ban, Oprah Winfreynek adott interjújában beszélt a gyermekkorában őt ért bántalmazásról. Úgy érezte, emiatt sok minden kimaradt a gyermekkorából, és elmondta, hogy sokszor sírt a magánytól. Azt is elmondta, hogy annyira rettegett az apjától, hogy néha, amikor találkoztak, rosszul lett; ettől függetlenül azonban szereti. 2003-ban adott interjújában, melyet Living with Michael Jackson címmel mutattak be, eltakarta az arcát és sírni kezdett, mikor felidézte gyermekkorát. Elmesélte, hogy mikor gyakoroltak fellépéseikre, Joseph egy széken ült szíjjal a kezében, és ha valamir elrontottak, akkor azzal verte őket. Mikor az 1993-as Grammy-díjkiosztón átvette az „Élő legenda” díjat – melyet húga, Janet adott át neki –, köszönőbeszédében többek közt ezt mondta: „Nem olvasok el mindent, amit rólam írnak; nem voltam tudatában, hogy a világ ennyire furcsának és bizarrnak tart. De ha valaki úgy nő fel, mint én, 100 millió ember előtt ötéves korától, akkor törvényszerű, hogy különbözni fog a többiektől… A gyermekkoromat teljesen elvették tőlem. Nem voltak karácsonyok, nem voltak születésnapok. [édesanyja Jehova tanújaként nevelte őket.] Nem volt normális gyermekkor, nem voltak meg benne a gyermekkor apró örömei. Ezek helyett kemény munka, küzdelem, fájdalom, végül anyagi és szakmai siker jutott osztályrészemül.”

## Felvételek és fogadtatása
A dalban a New York-i gyermekkórus énekel háttérvokálokat. A dal a Szabadítsátok ki Willyt 2 főcímzenéje lett; a filmzenealbum Jackson kiadójánál, a MJJ Recordsnál jelent meg. Az első Szabadítsátok ki Willyt-film főcímzenéje is egy Jackson-dal volt, az eredetileg a Dangerous albumon szereplő Will You Be There. A HIStory albumot és a filmzenealbumot leszámítva a Childhood megjelent a Movie Music: The Definitive Performances és Sony Music 100 Years: Soundtrack for a Century című filmzenei válogatásalbumokon is.
Jon Pareles a dalt „védekezésként” jellemezte. „Jackson hangja csilingelő billentyűk és filmbeli panorámafelvételekhez illő gitárdallam fölött száll”. Ugyanakkor hátborzongatónak is nevezte a dalt. A dalban Jackson kijelenti: „Senki nem ért meg… Furcsának, különcnek tartanak, mert mindig viccelődöm.” „Mielőtt elítélsz, próbálj szeretni” – énekli, majd megtörő hangon kérdezi: „Tudsz a gyermekkoromról?” James Hunter szerint „az olyan vágatlan Hollywood-giccseknek, mint a Childhood (…) nincs semmi rálátásuk önmagukra; az egó tombolása és a nagyzenekari popzene keverése Streisand-mértékű hiba volt.” Chris Willman a Los Angeles Timestól úgy jellemezte, hogy „dinamikusan előadott szöveg és érzelgős dallam felidézi Streisandet”. Tim Molloy, az Associated Press újságírója kedves, esdeklő hangzású dalnak nevezte. Patrick Macdonald a The Seattle Timestől úgy vélte, a Childhood „szomorú, önsajnáló dal, de megindító és gyönyörű.” Taraborrelli megjegyezte, hogy a dal nemcsak Jackson gyermekkoráról szól, hanem az együttérzésről és megértésről is. Cristina D’Avena olasz énekesnő Jackson előtti tiszteletnyilvánításként feldolgozta a dalt és 2009-ben megjelentette Magia Di Natale című albumán.

## Videóklip
A klip erdőben játszódik; Jackson rongyos ruhákban énekli a dalt egy fatuskón ülve. Fenn az égen léghajók szállnak, melyeken gyermekek játszanak, miközben a Hold felé tartanak és távolodnak Jacksontól. Az erdőben újabb gyerekek jelennek meg és felrepülnek a léghajókhoz, csak Jackson marad ott a fatuskón ülve. A klipben szerepel a Szabadítsátok ki Willyt! két színésze – Jason James Richter és Francis Capra –, valamint Erika Christensen és Jena Malone, akik baseballoznak. A 4:27 perc hosszú klipnek nincs sok köze a filmhez. A Doug Pratt’s DVD: Movies, Television, Music, Art, Adult, and More! című kiadványban Doug Pratt kiemelkedőnek nevezi a klipet, és azt írja, Chris Van Allsburg gyermekkönyv-szerző műveire emlékeztetik a léghajók és az éjszakai erdőben látható gyerekek.

## Számlista
CD kislemez (Európa)
1. Scream (Single edit)
2. Scream (Def Radio Mix)
3. Scream (Naughty Radio Edit With Rap)
4. Scream (Dave “Jam” Hall’s Extended Urban Mix Edit)
5. Childhood (Theme from Free Willy 2)

12" kislemez / CD kislemez
1. Scream (Classic Club Mix) – 9:00
2. Scream (Pressurized Dub Pt. 1) – 10:06
3. Scream (Naughty Main Mix) – 5:42
4. Scream (Dave “Jam” Hall’s Extended Urban Remix) – 5:09
5. Scream (Single edit) – 4:04
6. Childhood – 4:28

7" kislemez / CD kislemez / Kazetta
- A. Scream – 4:42
- B. Childhood – 4:28

Kazetta
1. Scream (Single edit) – 4:04
2. Childhood – 4:28
3. Scream (Album version) – 4:42